# Viva Django
A Viva Django! (eredeti cím: Preparati la bara!) 1968-ban bemutatott olasz akció-westernfilm, melyet Franco Rossetti ötlete alapján, saját és Rossetti forgatókönyvéből Ferdinando Baldi rendezett. A főszerepben Terence Hill látható.
Olaszországban 1968. január 27-én mutatták be a mozikban. Magyarországon 2009. július 20-án jelent meg DVD-n az Ultrafilm kiadásában. A DVD-t úgy reklámozták, hogy Sergio Corbucci Django című alkotásának előzményeit dolgozza fel, valójában csak egy alternatív Django-változat.

## Cselekmény
|  | Alább a cselekmény részletei következnek! |

Az Egyesült Államok déli felén az 1880-as években egy helybeli férfit (Luciano De Santis) David Barry (Horst Frank) segítségével szenátorrá választanak. Barry sikerének nem mindenki örül, mert sokan kegyetlen, pénzsóvár és becsvágyó embernek tartják. A választási győzelem bejelentését követően David összeszólalkozik egyik ellenlábasával, Deannel (Valerio Tordi), akit párbajra hív ki. David legjobb barátja, Django (Terence Hill) is ott van, aki közbelép és összeverekszik Deannel, s az embereivel. David beszáll a verekedésbe, és végül Deanék odébbállnak. David bevallja Djangónak, hogy valóban becsvágyó, bármire képes a sikerért. Arra kéri Djangót, tartson vele, hisz sokra viheti: jól verekszik, ügyesen bánik a pisztollyal. Django azonban megelégszik a munkájával. Az állam vagy a megyei bankok általában arra kérik, hogy pénz- vagy aranyszállítmányokat kísérjen el a nagyobb városokba, ahol inkább biztonságban vannak, mint vidéken. Most is vert aranydollárokat visz Atlantába, ahová a felesége, Lucy (Adriana Giuffrè) is elkíséri, ezért nem marad David mellett.
Másnap Django és négy embere útnak indul az arannyal és Lucyval. Útközben kátyúba kerülnek, s amíg a többiek próbálják kiszabadítani a kocsit, Django vízért megy az út melletti tóhoz. Ekkor azonban a környező magaslatokról rájuk lőnek. Django több golyót kap a hátába, de nem hal meg, felesége és társai viszont igen. Még láthatja, kik a támadók: Lucas (George Eastman) és emberei, akik az aranyat akarják, s az eseményeket David is figyelemmel kíséri, ugyanis összefogott Lucasszal.
Öt évvel a rablógyilkosság után Django Sierra városának temetőjében elás egy koporsót egy Django nevű fejfa alatt, de a film végéig nem lehet megtudni, ki vagy mi rejtőzik benne.

Django a megye hóhéra, ő vezeti az akasztásokat. Egy öreg távírónál Oraziónál (Pinuccio Ardia) él, aki kedves, segítőkész, kicsit együgyű, és gyakran módfelett bosszantó. Az otthonában beszélő papagájokat nevel. Az öt éve elrabolt aranyszállítmány miatt már sokakat felkötöttek, de az igazi bűnös nyomára eddig nem akadtak. Nem is lehet, hisz Lucas tetteit David eltussolja. A mocskos gazemberek odáig mennek, hogy lefizetnek helybeli farmereket, akik hamisan tanúskodnak szomszédaik ellen, és bitófára küldik őket. Django hajtja végre a kivégzéseket. Most egy Jonathan Abott (Guido Lollobrigida) nevű gazdát kell fellógatnia, akit szomszédja jelentett fel tolvajlásért, de Abott végig ártatlannak vallja magát. Mielőtt azonban felakasztanák, Django a hurok csomójára kapcsol valamit, amit a jelenlevők nem látnak. Ugyanezen a napon van még egy kivégzése: egy Wallace (Luciano Rossi) nevű férfit is ugyanazért ítéltek el, mint Abottot, de ő is ártatlannak mondja magát. Django vele is hasonlóan jár el, majd este érte megy, és kiviszi a sierrai temetőbe, ahol ennivalót ad neki, utána ketten elásnak egy üres koporsót.
Nem sokkal ezután Django egy másik elítéltet, egy mexikói férfit, Garciát (José Torres) ment meg. Ebben a jelenetben látható, hogy mielőtt az elítélteket kikísérték volna, Django a ruhájuk alá egy hevedert adott, amit a kötélhez erősített, így azok egész testükkel lógtak, s nem fulladtak meg. Garcia kivégzésekor ott van felesége, Mercedes (Barbara Simon), aki férje életéért könyörög kétségbeesve. A kivégzést Lucas is végignézi, és a síró asszonyt ostorral üti, de Django megvédi tőle. Az asszonynak a hóhér elmondja, hogy Garcia életben van, ezért hazaküldi. Garciát pedig elviszi a rejtekhelyre, ahol a többiek is vannak. Az elmúlt hónapban több ember életét mentette meg Django, és itt bújtatta őket. Most hoz nekik fegyvert és ennivalót. Mivel Garcia jól bánik a winchesterekkel, ezért ő tanítja meg a többieket is használni.
Valamennyiüket Lucas koholt vádjai alapján ítélték el, ezért Django arra kéri őket, fogjanak össze a gazemberek ellen. De ugyanakkor ezzel saját bosszúvágyát is ki akarja elégíteni Lucasszal szemben. Meghagyja nekik, hogy először támadjanak a hamis tanúkra, de ne öljék meg őket. Azonban van egy másik mexikói férfi (Andrea Scotti), akinek nem fűlik ahhoz a foga, hogy életben hagyják a hamis tanúkat, ezért távozni akar, s a fegyvereket is elviszi. Django rájön, hogy ezt az embert mégsem kellett volna megmentenie, mert igazi bandita. A mexikói és két másik társa azonban erősködik, s az események odáig fajulnak, hogy fegyvert ragadnak. Django végez kettejükkel, míg a mexikóiba Garcia hajítja bele a kését, és megmenti Djangót.

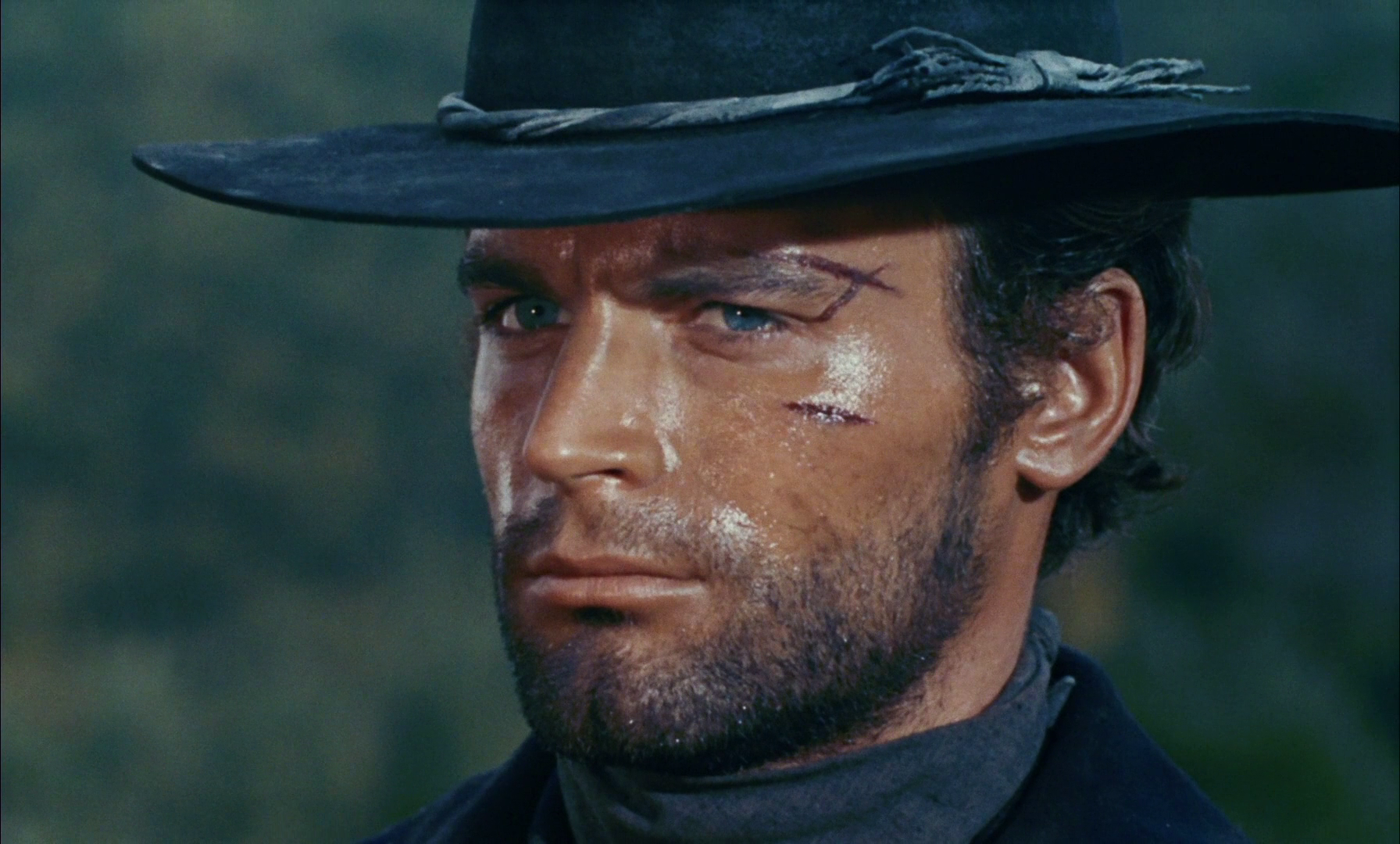
Terence Hill először és utoljára Django szerepében

Ezzel azonban már az elején már világosan látható, hogy az „akasztottak” mégsem becsületes emberek, mert bár amiért halálra ítélték őket, az nem volt igaz, de ki tudja, hogy más bűnt nem követtek-e el korábban. A banda megtámadja azokat a farmokat, ahol a hamis eskü alatt vallók élnek. A házakat felgyújtják, az állatokat elviszik, a lakókat pedig megverik a feleségeikkel együtt. A rémületet fokozza, hogy ezeket az embereket látták korábban felakasztva, ezért most azt hiszik, hogy feltámadtak. Lucast is értesítik erről, de a beképzelt férfi nem hisz el semmit.
Djangóék megtudják, hogy újabb aranyat szállítanak el a megyéből. Nyilvánvaló, hogy Lucas erre is ráteszi a kezét, ezért most eljöhet a leszámolás órája. Django mindezt úgy képzeli el, hogy az akasztottak megakadályozzák a szállítmány kirablását, elfogják Lucas embereit, akik a kormányzó előtt bevallják bűnüket, és leleplezik a vezérük gaztetteit is. Django nem megy velük, mert más dolga akad. Garcia feleségét ugyanis halálra ítélték, azzal vádolva, hogy segédkezett a bűncselekményekben. Django nem hagyja Mercedest felkötni, aki mindenki közül a legártatlanabb, s a férje is megmentette Django életét. Amint a hős elmegy, Garcia egy másik ötlettel áll elő. Szerinte kevés az esély arra, hogy tisztázzák magukat, de ha mégis, akkor a régi életükkel visszakapják a nyomort és az éhezést. Ehelyett arra buzdítja társait, hogy ők rabolják el az aranyat, és kezdjenek vele új életet. A másik Wallace (Roberto Simmi) és az ír Pat O'Connor (Giovanni Ivan Scratuglia) nem állnak kötélnek. Garcia hátba lövi Wallace-t, aki meghal, míg Pat a hasába kap golyót, de életben marad. A többiek Garcia tervét fogadják el, és távoznak, de a vérző Pat eltámolyog Orazióhoz, aki elindul megkeresni Djangót.
Amiről azonban senki sem tud, az az, hogy Lucas emberei szállítják az aranyat, és egy megrendezett rablás keretében vinnék el, ugyanis egy újabb rablógyilkosságot már nehezen tussolhatna el David. Viszont a végére kell járni a feltámadt akasztottak ügyének, ezért Lucas egyik embere, Bill (Giovanni Di Benedetto) és egy társa elmennek Orazio házába, ahol megtalálják Patet, és elviszik. Django közben megmenti Mercedest, míg Garciáék lecsapnak a szállítmányra. Lucas emberei először azt hiszik, hogy a társaik azok, de amikor tüzelnek rájuk, rögvest észbe kapnak. Ám hiába menekülnek, valamennyiüket megölik, és az aranyat Garciáék megkaparintják.
Este Django kiviszi Mercedest a temetőbe, ahol megígéri, hogy nemsokára találkozhat a férjével. Azonban Lucasék is menten ott teremnek. Mercedes még el tud menekülni, de Djangót elfogják, és elviszik a városba, ahol egy pajtában ütik-verik. Ott van Pat is, akit már kivallattak. Pat elmondja Djangónak, hogy mit tett Garcia, de Lucas egyre csak erősködik, hogy Django is benne volt, ezért próbálja kiszedni belőle, hol az arany. Mivel a verés már nem hat, megkötözve otthagyják a félig ájult férfit a pajtában, és visszamennek a kocsmába. Lucashoz ekkor vendég érkezik, David, aki szintén értesült a rablásról. David eddig tűrte, hogy Lucas állandóan túllő a célon, de feldühödik, amikor megtudja, hogy kit tart fogva. Lucas is Davidtől tudhatja meg, hogy az, akit most elfogott, annak a feleségét öt évvel ezelőtt ő ölte meg.
Mercedes közben megtalálja Oraziót, akivel Django kiszabadítására indulnak. A pajta mögött várnak, mert Lucas és David bemennek Djangóhoz. Django ekkor szembesül azzal, hogy régi barátja is benne volt a rablógyilkosságban. David azonban kész kenyértörésre vinni a dolgot, s felkínálja a hóhérnak az arany negyedrészét, ha elmondja, hol van. Django válaszképp arcon köpi véres nyálával, amiért Lucas máris megütné, de David nem hagyja és inkább elmennek. David azon van, hogy inkább lelövi Djangót, főleg azután, hogy leköpte, ez pedig hiúságát és nagyképűségét sértette. Viszont Lucassal is szakítani akar, mert a felelőtlen és beképzelt bandita őt is veszélybe sodorhatja. Annyira összeszólalkoznak, hogy David arcon üti.
Orazio és Mercedes – amint Davidék elhagyták a pajtát – nyomban hozzálátnak Django kiszabadításához. Úgy csinálnak, mintha szeretkeznének, s ezzel elcsalják a bokorhoz a két őrt, akiket aztán Orazio leüt egy ásóval. Djangót kiszabadítják, aki utasítja a távírót, hogy szerezzen dinamitot, amivel a kocsmát fogja a levegőbe röpíteni. Közben a két őr magához tér, de Orazio elvette a revolvereiket, amivel Django lelövi őket. Mercedest elküldik, míg ők ketten elmennek a kocsmához. Django felmászik a tetőre és megnézi, David ott van-e még Lucasnál. Mivel David nem ment haza, ezért Django úgy dönt, hogy nem robbantja fel a kocsmát, mert neki David élve kell. Oraziót puskáért, puskaporért és lőszerért küldi. A távírónak a helyi boltba kell betörnie ezekért. Közben Bill felfedezi Django szökését, mialatt az puskaport szór le, és dinamitot rak le a kocsma elé. Amikor Bill jelenti Davidéknek a szökést, Django égő fáklyákat hajít be az ablakokon, és a szobák több helyen lángra kapnak. Mivel Lucas embereinek nincs ideje oltani, ezért harcolniuk kell. Orazio egy szemközti ház tetejéről, míg Django a ház mögül nyit tüzet a banditákra, akikkel sorra végeznek. Közben a tűz egyre nagyobb lesz, s Django a dinamitot is belobbantja a puskaporral. David az ablakon kimenekül, de Django nem tud utána eredni a tűz és a lövöldözés miatt. Mikor már Lucas minden embere meghalt, Django beront az égő kocsmába, ahol megsebesíti Lucast. A gazfickó az emeleti lépcső mögé szorul. Django felszólítja, hogy jöjjön ki, s az udvaron vívjanak meg. Lucas feltápászkodik, majd hirtelen egy petróleumlámpához nyúl, amit Djangónak akar hajítani. Django viszont pisztolyával szétlövi a lámpát, a petróleum kifolyik Lucas ruhájára és meggyullad. Django bosszújának kielégüléseként nézi, amint a szerencsétlen ég, majd a lángtengerben úszó kocsmából kimenekül. Lucas bennmaradva üvölt torkaszakadtából segítségért, de ott pusztul a lángok között.
Másnap reggel Garciáék a mexikói határ felé tartanak. Garcia viszont vissza akar menni a feleségéért, ezt megértik a társai és odaadják a részét. Az akasztottak alighogy átkelnek a folyón, Garcia egy bozótosból rájuk lő, és megöli mindegyiket, majd boldogan magához ragadja a zsákmányt. Lucas borzalmas és megérdemelt halála után David egy bérgyilkost (Gianni Brezza) hozat, akit megbíz azzal, hogy fogja el élve Djangót.
Django a sierrai templomban találkozik Mercedesszel. A szerencsétlen asszony megtudja, mit tett a férje, ami kis híján Django életébe került. A férjét még mindig szereti, ezért arra kéri a hőst, adjon neki még egy esélyt. Django beleegyezik és elmegy, de összeakad a bérgyilkossal, akinek emberei lovaikkal felöklelik. Django viszont feltápászkodik, és előkapja a revolverét. Alighogy leteríti a banditákat, a vezérük, aki jobb céllövő, kirepíti a kezéből a pisztolyt. Mivel élve kell neki bevinnie Davidhez Djangót, ezért követeli, hogy a fegyverét adja át neki, de Djangó egy ügyes kézmozdulattal arcon lövi.
Otthon Garcia a szamarára pakolja az aranyat, és családjával elhagyni készül az országot, de ott találja Djangót. Garcia még fegyvert ragadna, de Django kilövi a kezéből. Mercedes a testével védi férjét, és könyörög Djangónak, hogy ne ölje meg. Garcia bevallja, hogy megölte a többieket, s azt is, hogy miért vitte őket ebbe bele. Egész életében éheznie kellett neki és a lányának is, ezt pedig nem tudta elviselni. Django ad még egy esélyt neki, s most végképp elhatározza, hogy megöli Davidet.
Mercedes elmegy Davidhez, aki épp akkor kíséri ki a hintóhoz feleségét és kislányát. David már látszólag bánja, amit tett, hisz nem akarta megöletni Django feleségét. A lelkiismeret annyira kínozta, hogy a pajtában gorombán beszélt Django feleségéről, s amikor az leköpte, nem engedte, hogy Lucas visszaüssön ezért.
Mercedes elmondja, hogy a férje ötezer dollárért elárulja, hol az arany. David elmegy Garciáékhoz, ahol átadja a pénzt és Garcia kiviszi a temetőbe, ahol Django azt a sírt ássa ki, ahová egy koporsót rakott be nemrég. David kérdőre vonja, kinek ássa a sírt. Django válasza egyértelmű és világos: neki. David arra kéri, hogy engedje el a haragját, s tekintsen előre. Ha visszaadja neki az aranyat, akkor megkapja a felét. Azok után, hogy David megölette Django barátait és feleségét, sőt még őt is hátba lövette, és Lucas az ő megbízásából éveken át rabolt, gyilkolt, s másokat vádolt meg igaztalanul, Django nem hajlandó megbocsátani és tovább ássa a sírt. David pisztolyt ragad, de Django gyorsabb és kilövi a kezéből. Ekkor azonban a szemközti dombon megjelennek David emberei. David elővigyázatos volt, és lesbe állította a többieket. Még utoljára felkínálja a lehetőséget Djangónak a megegyezésre, de az továbbra sem megy bele, ezért David felszólítja, hogy ássa tovább a sírt, nem neki, hanem magának. Django egy darabig ás, de aztán megáll. David emberei betöltik fegyvereiket, mire Garcia előreront, de leterítik. Django ekkor folytatja az ásást, majd felnyitja a koporsó fedelét. A banditák a fegyverért nyúlnak, de ekkor Django előkap egy géppuskát, ami addig a koporsóban volt és pillanatok alatt lekaszabolja a banditákat. David még próbál elmenekülni, de Django utána ereszt egy sorozatot. David lebukik a lováról, és haldokolva mosolyog Djangóra, elismerve, hogy ő volt az ügyesebb.
Django visszamegy Mercedeshez és ad egy zsákocskával az aranyból, hogy élhessen tovább a lányával, majd elmegy.
|  | Itt a vége a cselekmény részletezésének! |

## Szereplők

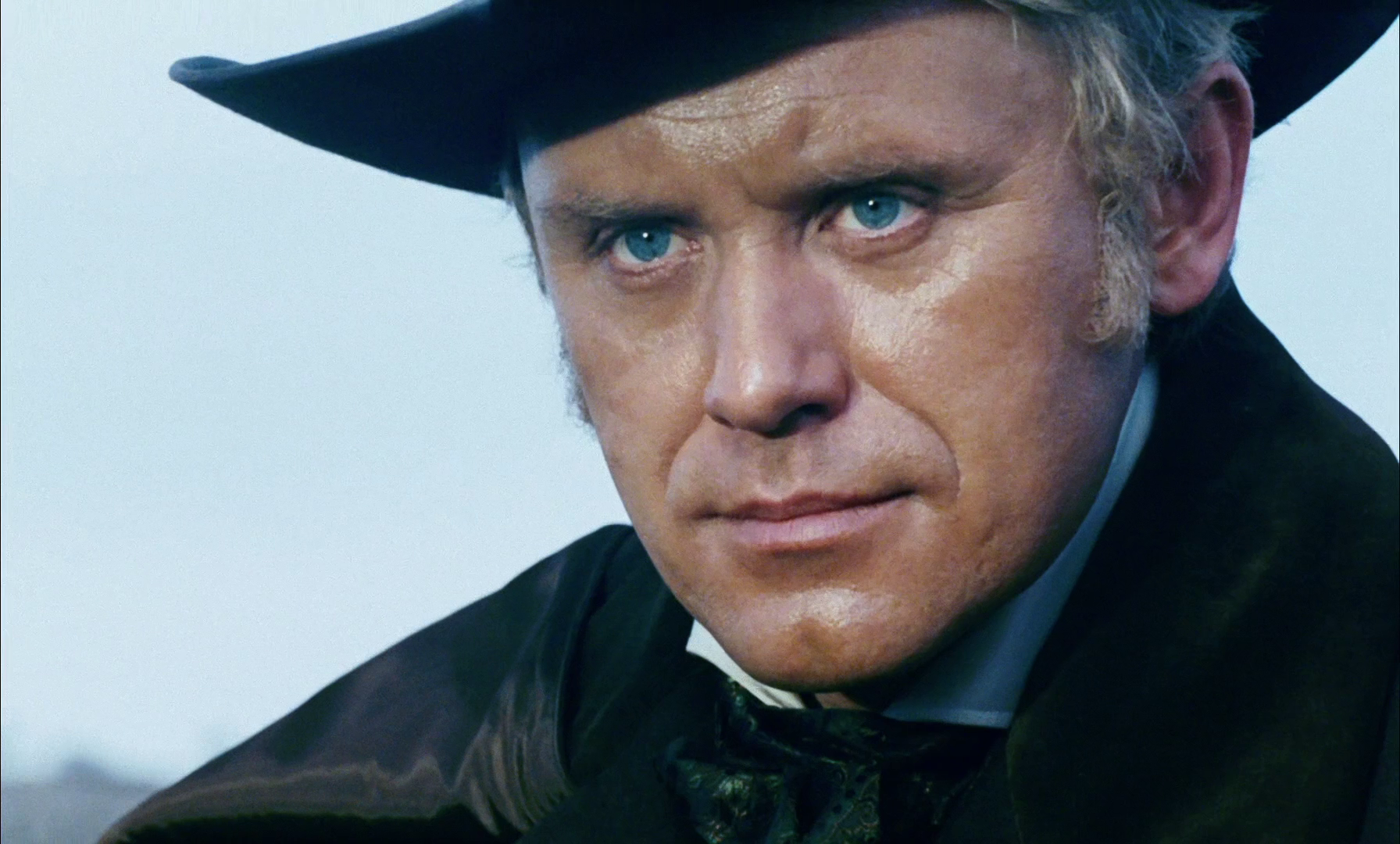
Horst Frank mint David Barry

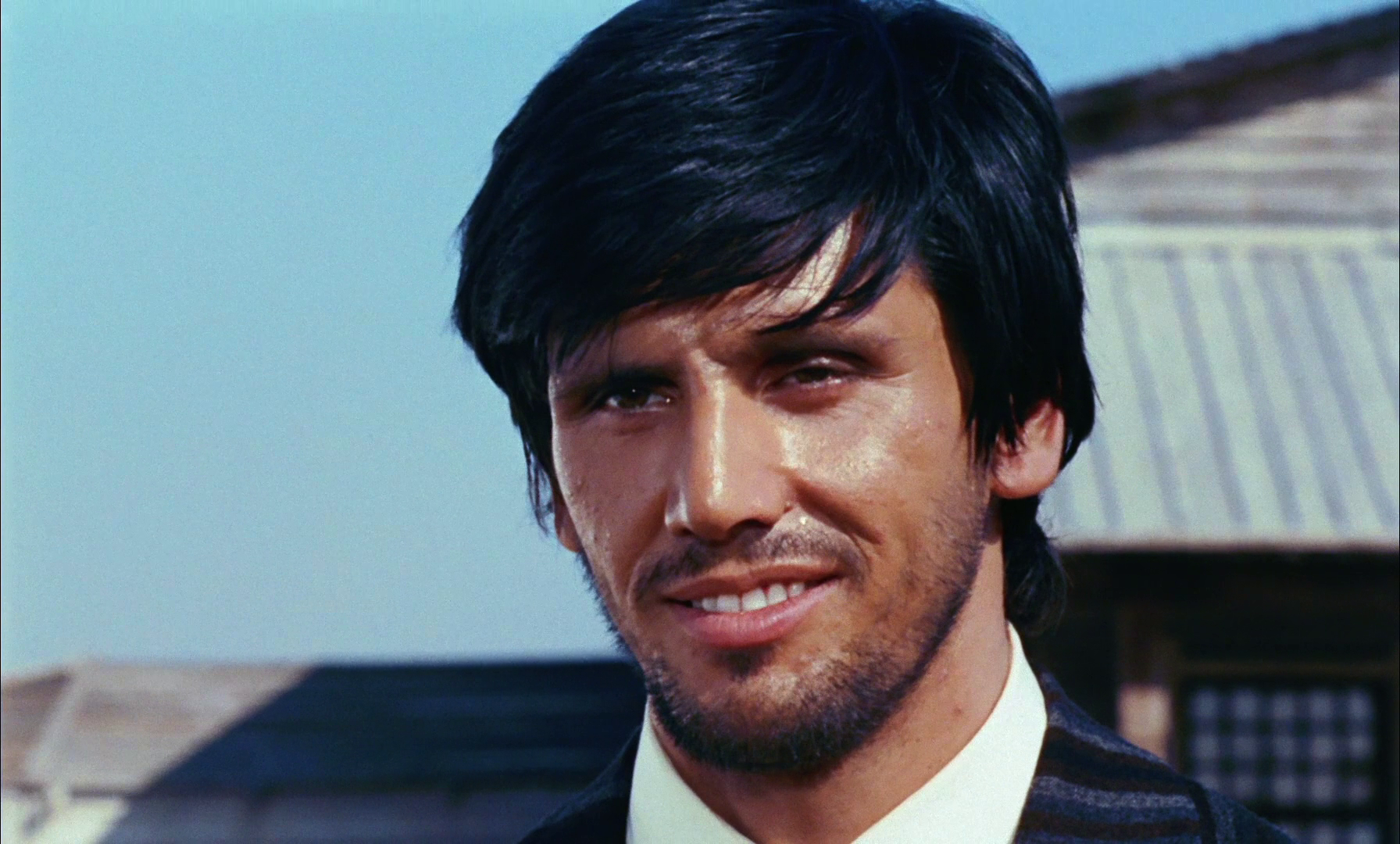
George Eastman mint Lucas

| Szereplő                           | Színész                                                             | Magyar hang   |
| ---------------------------------- | ------------------------------------------------------------------- | ------------- |
| Django                             | Terence Hill                                                        | Ujréti László |
| David Barry                        | Horst Frank                                                         | Vass Gábor    |
| Lucas                              | George Eastman                                                      | Varga Gábor   |
| Garcia                             | José Torres                                                         | Zöld Csaba    |
| Orazio                             | Pinuccio Ardia                                                      | Izsóf Vilmos  |
| Jonathan Abott                     | Guido Lollobrigida (a filmben művésznevét, a Lee Burtont használta) | Rosta Sándor  |
| Mexikói elítélt                    | Andrea Scotti                                                       | N/A           |
| Mercedes                           | Barbara Simon                                                       | Solecki Janka |
| Mexikói elítélt                    | Spartaco Conversi                                                   | N/A           |
| Wallace                            | Luciano Rossi (Edward G. Ross néven)                                | N/A           |
| Wallcott                           | Franco Balducci                                                     | N/A           |
| David bérgyilkosa                  | Gianni Brezza                                                       | N/A           |
| Logan szenátor                     | Eugene Walter                                                       | Várday Zoltán |
| Django toborzott, sombrerós embere | Lucio De Santis                                                     | Albert Péter  |
| Bill                               | Giovanni Di Benedetto (Gianni De Benedetto néven)                   | N/A           |
| Lucy Cassidy                       | Adriana Giuffrè                                                     | N/A           |
| Garcia és Mercedes lánya           | Angela Minervini                                                    | N/A           |
| Pat O'Connor                       | Giovanni Ivan Scratuglia (Ivan Scratuglia néven)                    | N/A           |
| Dean                               | Valerio Tordi                                                       | N/A           |
| Wallace                            | Roberto Simmi                                                       | Turi Bálint   |
| David fekete ruhás embere          | Remo De Angelis                                                     | Áron László   |
| Seriff                             | Franco Balducci                                                     | Szalay Imre   |
| Seriffhelyettes                    | Franco Gulà                                                         | Móni Ottó     |

## A film elnevezései
A film eredeti olasz címe: Preparati la bara!, magyarul: Ásd meg a sírodat! A mondat a film végén hangzik el. Számos külföldi változatban a Django nevet használták a címben. Kanadában Django Sees Red, az USA-ban Django, Prepare a Coffin néven futott. Nyugat-Németországban Django - Sein Haß ist tödlich, vagy Django und die Bande der Gehenkten (Django és az akasztottak bandája) néven futott. Egyes német nyelvű szinkronok Joe-ra módosították a nevet. Mivel a német nézők számára Terence Hill szokatlan lett volna ebben a szerepben (már maga az eredeti Django is nagyon brutális volt), ezért vágások segítségével egy olyan változatot dolgoztak ki, amely inkább humoros lett, noha a Baldi-féle változat alapvetően tragikus, szomorú és keserű olasz vadnyugati film. Az egyik alternatív német cím a Joe der Galgenvogel (Joe, a balfácán). A hivatalos DVD-premier előtt Magyarországon kalózkiadások formájában a német Joe-változatok jelentek meg Joe, a rosszarcú címmel. Az Ultrafilm által készített kiadás az egyik angol nyelvű címet (Viva Django!) használja, mivel csak az angol nyelvű szinkronhoz fértek hozzá, így abból szinkronizáltak a magyar változatot is.

## A film készítése
Sergio Corbuccio halhatatlan remekműve nyomán két év alatt igen hamar kibontakozott a Django-mánia. 1968-ra már vagy két tucat utánzat készült, amelyek nem értek el sikert. Ezek vagy folytatták Django történetét, vagy másképp dolgozták fel. Ferdinando Baldi ez utóbbi formához folyamodott. Mivel az előző Django-változatok elég harmadrangúra sikeredtek, ezért Baldi nem tudta, hogy az övét miként fogadják majd. Ezért szerette volna, ha Franco Nero, az igazi Django játssza el ezt a főszerepet is. Nero ellenben egy másik spagettiwesternen, A zsoldoson dolgozott Corbuccival, ezért nem vállalta a szerepet, bár maga is szeretett volna egy folytatást a filmlegendából. Nero és Baldi 1966-ban már dolgoztak együtt a Texas Adios-ban, mely vadnyugati filmet külföldön, például Franciaországban is Django-változatként kezeltek.
Miután Nerót nem tudta megnyerni, ezért Baldi egy másik sztárt, Terence Hillt kereste fel, akinek akkor indult be a karrierje Bud Spencerrel.

A Viva Django! több más olasz westernhez hasonlóan az idő múlásával lett igazán klasszikus, bár Corbucci Djangójának sikerét nem tudta túlszárnyalni. Valószínű, hogy épp Hill alakítása miatt örvend nagy népszerűségnek Baldi westernje. Egyébiránt Baldi a Mindhalálig Rock and Roll-ban fedezte fel magának Hillt (aki abban a filmben még Mario Girotti név alatt szerepelt).
Jóllehet a Viva Django szokatlan Terence Hillhez, hiszen a világon a Bud Spencerrel közösen játszott verekedős komédiák tették híressé, de nem is lehet csodálkozni az olasz filmgyártás effajta hozzáállásán, hiszen Henry Fonda szerepe, mint véreskezű gazember a Volt egyszer egy Vadnyugat-ban is óriási meghökkenést okozott a nézők között. Hillnek amúgy nem ez az első ilyen filmje, egy évvel a Viva Django után forgatták ugyanis a Barbagia nevű gengszterfilmet, ahol szintén cseppet sem humoros főszerepben tűnt fel Hill. Valószínűleg épp a karakter és a film jellege is közrejátszott abban, hogy az Ultrafilm kiadta Magyarországon elsőként a filmet, ugyanis internetes fórumokon többen is szorgalmazták ezt.
Egy külön érdekesség, hogy George Eastman egy 1967-es filmben a Bill il taciturno-ban szintén játszott egy Django-karaktert. Azt a filmet Massimo Pupillo rendezte. Ugyanabban a filmben feltűnik Luciano Rossi is, aki a Viva Djangóban is szereplő, sőt benne volt az eredeti, Corbucci-féle Django stábjában is. A színészt leginkább a Girolamó nevű indiánként ismerhetik a nézők a Bűnvadászok c. Bud Spencer-Terence Hill vígjátékból.

## Corbucci és Baldi alkotása
Az Ultrafilm reklámjával ellentétben a Viva Django! nem visszatekintése a Djangó-nak. Az idősík teljesen különböző, a Viva Django! már majdnem a 19. század végén játszódik, míg Corbucci klasszikusa közvetlenül az amerikai polgárháború után. A Djangó-ban a főhős szerelmét ölték meg, akit ott Mercedesnek hívtak, és a vele végző Jackson őrnagy korábban ismerte, vagy ismerhette Djangót, de barátságban nem álltak. Baldi filmje azonban mellőzi a véres brutalitást, bár maga is sötét tónusokkal tudja westernjeit ábrázolni, itt jelen esetben pesszimizmussal, mély keserűséggel és nem annyira boldog végkifejlettel. A szomorú végkifejlet Corbuccira is jellemző, de ő sokkal nagyobb szélsőségekbe viszi ezt, mint Baldi, sőt nála jobban hangsúlyozza.
Baldi Djangójában a megmentett elítéltek nem nyerhetik vissza régi életüket. Mercedes sem kaphatja vissza férjét, neki is meg kell halnia. A Viva Django! az első epizódokban az eredeti Django sémáját követi. A fő cél a bosszúállás a főhős megölt szerelméért, aki egy áruló barát miatt halt meg. Django is szerez segítőket ártatlanul elítéltek formájában. Corbucci filmjében is szó esik arról, hogy a Djangót segítő mexikói haramiák vezérét a hős már korábban megmentette az akasztófától, persze nem térnek ki arra, hogy Django hóhér lett volna korábban. Aztán az akasztottak is elpártolnak segítőjüktől, bár nem bánnak el vele olyan mocskosul, mint Franco Neróval. Ehelyett az ellenségei egyszerűen csak összeverik. A megverés jelenete a Sergio Leone-féle mintát követi, mivel csaknem azonos az Egy maréknyi dollárért azon részével, ahol Clint Eastwoodot leckéztetik meg az antihős maratlócai. A Viva Django! és a Django ezen verési jelenetei között csupán összefüggés van, hogy Hill kezét itt is megtapossák (bár ez Clint Eastwoodnál is megfigyelhető), de nem nyomorítják meg. A kocsmai tűzharc is rendkívül hasonló az Egy maréknyi dollárért azon jelenetéhez, ahol a rivális csempészbandával számolnak le, saját tanyáján: puskaporral és olajjal keltett robbanás útján lángrakap az épület, az abból menekülőket pedig lemészárolják.

A két Django filmben az okot az aranyt szolgáltatta, míg Leone westernjében az asszony, aki miatt Django bosszút akar állni.

A spagettiwestern sablonjához mérten nincsenek igazi tiszta jellemek a filmben, egyedül a „makulátlan asszony,” aki legfőbb szenvedő alanya a cselekménynek.
Bár a Viva Django! nem az előzményeit dolgozza fel a Djangó-nak, viszont a főhős korábbi személyiségéről ad egy alternatív képet. Bár nem elhanyagolható rendezésben készült, maga a történet fekete humora meglehetősen együgyű, bár ez éppolyan jellemző az olasz filmezésben, mint a mások utánzása. Az asszonykép is meglehetősen hiányos Baldinál és az akasztottak valódi banditává való vedlése sem igazán jól megformált. Pinuccio Ardia Oraziója sem túlzottan humoros, mint Ángel Álvarez Natanielleje Corbuccinál. A géppuskás jelenet a Djangóban is több fekete humort tartalmazott, mint Baldinál.

A bűnbánat Davidnél előforduló motívuma Baldi Texas Adios-ában is megtalálható. Az ottani negatív főszereplő Cisco Delgado (José Suarez), akinek ellenfele a Burt Sullivant játszó Franco Nero, egykor megölte Burt apját, anyját pedig megerőszakolta. Azonban eljutott a fülébe, hogy az asszony fiút szült tőle, és mivel neki más gyermeke nem született, ezért elgondolkodott a tettén. Burt tisztességes és becsületes ember lett, s így nevelte féltestvérét is, míg Cisco rájön, hogy micsoda érzés foghatná el a fiút, ha megtudja, hogy egy bandita vére csörgedezik az ereiben. Cisco itt is vádaskodik, azzal érvelve, hogy Burt apja is bandita volt, az anyja pedig valaha prostituált, de ráébred, hogy a tettét nem tudja elfedni, s miatta még a fia is meghal.
Az egyik akasztottat játsszó Spartaco Conversi még az év elején Sergio Corbuccival, a másik rendkívül hamar kultuszfilmmé vált spagettiwesternben, A halál csöndjében is szerepelt, s majdnem hasonló karaktert játszott, mint a Viva Djangó-ban, ezután pedig Leone Volt egyszer egy Vadnyugat-jában kellett az egyik negatív mellékszereplőt eljátszania. A Wallacet alakító Luciano Rossi is szerepelt Corbucci Djangójában, majd Hill-lel és Spencerrel is a Bűnvadászok-ban, ahol a magyar tévénézők körében elsősorban Geronimo nevezetű kisstílű bandavezér megformálása miatt népszerű. Giovanni Scratuglia is egyik mellékszereplője volt az 1966-os produkciónak, Rossival együtt Django ellenségeinek, a vörös kámzsások soraiban állt. A forgatókönyvírásában közreműködő Franco Rossetti is szerkesztette a Django forgatókönyvét.
A film végső jelenetében is Djangónak egy temetőben kell megharcolnia a végső küzdelmet. Hill itt veszi elő a géppuskát a koporsóból, míg Nero még nagyjából a film elején, míg a temetőben a végső győzelmet csak nyomorékká zúzott kézzel, kínszenvedés árán tudta kiharcolni, amit Hillnek nem kellett így csinálnia.
A Viva Django! gépfegyvere ugyancsak egy kreált hamisítvány (de általában a legtöbb spagettiwesternben az). Terence Hill géppuskája az automata Maxim-gépfegyverhez hasonló, de ez a fajta konstrukció nem létezett. A géppuskás jeleneteket eltérően vették fel általában az előzetesek kedvéért, de például a német, vagy japán szinkronokban ezeket az adásba nem került jeleneteket használták, olykor egészen más hangokkal. Egy-egy ilyen jelenetben észrevehető, hogy a géppuska valójában közönséges gázfegyver, mert a tölténylánc nem mozog.
1968-ban volt egy másik westernszerepe is Hillnek, a Bosszú El Pasóban, ahol szintén egy géppuskát kezelhetett, ahol szintén észrevehető egy filmes baklövés: a fegyver, noha töltényláncosnak néz ki, a filmben az nem tartozott hozzá.
A Viva Django mint olasz-spanyol kooprodukciós film Spanyol- és Olaszország területén egyaránt készült. Jó néhány jelenetet vettek fel Szardínián, így amikor Garciaék üldözik Lucas embereit az arannyal, valamint a végső, géppuskás jelenetek. A sziklás terület egész könnyen a tudtára adja a tapasztaltabb nézőknek, hogy szárd vidékről van szó. Terence Hillnek van egy külön, Szardínián játszódó filmje, a Barbagia.
A 2009-ben az Ultrafilm által kibocsátott DVD-n digitálisan felújított változatban látható a film. Mivel a magyar tévénézők Ujréti László hangjával szokták meg Terence Hillt, ezért a szinkront is vele készítették el. A kiadás számos kritikát kapott, mert túlságosan elhamarkodottan és kapkodva készült a szinkronja. A magyar szöveg helyenként igencsak szegényes és rosszul fordított a vélemények szerint.